# Mælan
Mælan är en tidigare tätort i Indre Fosens kommun i Trøndelag fylke i mellersta Norge. Orten ligger där fylkesväg 718 möter fylkesväg 6362, längst inne vid Sørfjorden, en arm av Stjørnfjorden, sydöst om tätorten Råkvåg.
Tidigare har orten tillhört dåvarande Stjørna kommun, därefter dåvarande Rissa kommun.
2014 räknades orten som en tätort.